# Arthur Fellig
Arthur Fellig (Złoczów, 1899. június 12. – New York, 1968. december 26.) utcai fényképész. Elsősorban bűnhelyek színhelyein készült erőteljes fekete-fehér fényképei alapján ismert.
New York Lower East Side nevű részében dolgozott, az 1930-as és 1940-es években. Beceneve, később művészneve Weegee volt, ami az „Ouija-tábla” amerikai kiejtéséből származik. Sokan azt gondolták, hogy Fellig spiritiszta Ouija-táblát használ, azért ér oda a rendőrség előtt a bűntettek helyszínére (valójában állandóan a rendőrségi rádiót hallgatta). Témáit a rendőrségi rádió hallgatásából kapta, de a mentők és tűzoltók munkáját is megörökítette. Képei kendőzetlen, dokumentarista stílusban ábrázolják a városi élet árnyoldalait, a bűnözőket, baleseteket és az erőszakos halált halt áldozatokat. Weegee név alatt publikálta napi munkáit, fotóalbumot is kiadott. Később saját rövidfilmet is forgatott, közreműködött filmekben mint technikai tanácsadó. Olyan filmrendezőkkel dolgozott, mint Jack Donohue és Stanley Kubrick.

## Élete
Usher Fellig /Ascher Fellig néven született 1899. június 12-én Złoczówban, az Osztrák–Magyar Monarchiában (Zolocsiv, Lemberg közelében, ma Ukrajna). Amikor szüleivel az Egyesült Államokba érkeztek 1909-ben, keresztnevét Arthurra változtatták. Dolgozott vándorfényképész mellett és reklámfotós asszisztenseként. 1924-ben a United Press International-hez került sötétkamrai technikus volt. 1935-ben szabadúszó fényképész lett. Szinte kizárólag éjszaka dolgozott, sokszor hamarabb ért a bűntettek helyszínére, mint a rendőrség, ezért a rendőrök jól ismerték. Képeit a kocsija csomagtartójában berendezett vegyi laborban hívta elő, majd még az éjszaka folyamán a bulvársajtónak adta el. Képeit közölte a Herald Tribune, a World-Telegram, a Daily News, a New York Post, a New York Journal American, a The Sun, és más hasonló lapok.
1957-ben cukorbetegséget állapítottak meg nála. Európában sokat utazott, egészen 1968-ig, főleg a Daily Mirror megbízásából. 1968. december 26-án halt meg New Yorkban, 69 éves korában.

### Fényképészeti technikája
Fényképészi technikáját maga alakította ki (nincs róla feljegyzés, hogy ezen a téren formális oktatásban részesült volna). Többnyire egy 4x5-ös Speed Graphic kamerát használt, f/16 blendével és 1/200 záridővel. A beállított fókusztávolság 3 méter volt. Az éjszakai körülmények miatt eldobható villanófényt használt.
Képeit maga hívta elő, erre a célra a kocsija csomagtartójában egy komplett vegyi labor, egy sötétkamra állt rendelkezésére, amit maga rendezett be. Ezzel a módszerrel az elkészült képeit szinte percekkel az események után le tudta adni a kiszemelt szerkesztőségben, mindenki mást megelőzve.

### Az 1930-as évek végétől az 1940-es évek közepéig
1938-ban Fellig volt az egyetlen újságíró New Yorkban, akinek engedélye volt olyan hordozható, rövidhullámú rádió használatára, ami a rendőrség által használt sávot is tudta fogni.
1943-ban öt képét megvásárolta a New York-i Modern Művészeti Múzeuma (MoMA) és az Action Photography című kiállításán mutatta be. Később részt vett az „50 fényképész 50 munkája” kiállításon is, amit szintén a MoMA rendezett, Edward Steichen fotográfus segítségével. Fellig előadásokat tartott a New School for Social Research számára. Reklámmal és újságszerkesztéssel is foglalkozott, ezek között volt a Life, és 1945-től a Vogue magazin.
Első fényképészeti albuma Naked City (1945) címmel jelent meg. Mark Hellinger filmproducer megvásárolta Felligtől a könyv címének felhasználásának jogát. 1948-ban a Weegee által ábrázolt stílus jelenik meg Hellinger A meztelen város - The Naked City című filmjében. A film alapja egy 1948-as történet, amit  Malvin Wald  írt. A történet egy nyomozásról szól egy modell gyilkosa után New Yorkban. Waldot Oscar-díjra jelölték a forgatókönyve miatt, amit a McCarthy-időszakban háttérbe szorított, feketelistás forgatókönyvíróval, Albert Maltz-cal közösen készített. Később a címet újra felhasználták a naturalista Naked City című rendőrségi sorozathoz. Az 1980-as években egy zenekar vette fel a Naked City nevet, aminek vezetője John Zorn.

### Az 1950-es és 1960-as évek
Arthur Fellig 16 mm-es amatőrfilmezéssel kísérletezett már 1941-től kezdve. 1946-tól már Hollywood is foglalkoztatta mint színészt és műszaki tanácsadót. A speciális effekteket és állóképeket is készített a Stanley Kubrick által 1964-ben rendezett Dr. Strangelove című filmhez (a stáblistában csak az állóképek készítését tüntették fel az ő neve alatt). Németes kiejtését Peter Sellers felhasználta a film főszereplőjének megformálásához.
Az 1950-es évektől kezdve panorámafelvételekkel kísérletezett, a fényképek eltorzításával és prizmákon át történő fényképezéssel. Műanyag lencsével készítette azt a híres felvételt, amin Marilyn Monroe arca eltorzítva, de felismerhetően látható.
Az 1950-es The Yellow Cab Man című filmhez egy autóforgalmat eltorzítottan ábrázoló képsort készített. A film stáblistájában „Luigi” névvel tüntették fel (a név a kezdő képsorokban látható).
Az 1960-as évekig sokszor utazott Európába, ahol meztelen modelleket fotózott.

## Szellemi öröksége
Weegee munkássága sok hasonlóságot mutat Brassaï-val, aki Párizs éjszakai utcai életét fényképezte. Weegee nudistákról, cirkuszi előadókról, torzszülöttekről és az utca embereiről szóló témáit később Diane Arbus vette át és folytatta az 1960-as évek elején.
1980-ban özvegye, Wilma Wilcox, továbbá Sidney Kaplan, Aaron Rose és Larry Silver megalapították a Weegee Portfolio Incorporatedet, ami Fellig eredeti negatívjairól készült képek gyűjteménye. Mint hagyatékot Wilma Wilcox a teljes Weegee-archívumot - mintegy 16 000 fénykép és 7 000 negatív - az „International Center of Photography”-nak ajándékozott (New York). Ez az 1993-as ajándék az alapja számtalan kiállításnak és könyvnek, köztük a „Weegee's World”-nek („W. világa”, szerkesztő: Miles Barth, 1997), és az „Unknown Weegee”-nek („Az ismeretlen W.”, szerkesztő: Cynthia Young, 2006). Az első és legnagyobb kiállítás 1997-ben 329 képet mutatott be „Weegee’s World: Life, Death and the Human Drama” címmel („W. világa: élet, halál, és emberi dráma”). Ezt 2002-ben követte a „Weegee’s Trick Photography” („W. trükkfelvételei”) című kiállítás, amiben torzított vagy más módon vicces felvételeit mutatták be. 2006-ban az „Unknown Weegee” („Az ismeretlen W.”) címmel átfogó kiállítást szerveztek, amik a bulvárkorszak utáni képeit mutatta be.
John Zorn dzsessz-zenész 1988-ban Naked City néven alapított zenekart. Az együttes első albumának borítóján Weegee egyik 1940-ben készített Corpse With Revolver címen ismert fotója szerepel.
Az 1992-es Gyilkosság villanófényben című film főszereplőjét Bernzy-t (Joe Pesci) róla mintázták.
Az X-akták hatodik évadának Tithonus című epizódjában a fő ellenség neve Alfred Fellig; ő egy olyan fényképész, aki baleseteket fényképez közvetlenül a bekövetkezésük után, ehhez a halálhoz való természetfeletti kapcsolata segíti hozzá.